# أمير رمسيس
أمير رمسيس (12 أكتوبر 1979)، مخرج وكاتب مصري.

## عن حياته
درس الإخراج السينمائي بالمعهد العالي للسينما وتخرج في عام 2000. عمل كمساعد مخرج لمدة خمس سنوات في العديد من الأفلام، قام بإخراج عدد من الأفلام الطويلة والتسجيلية والقصيرة، عمل لمدة عامين كمدير فني لمهرجان سينيموبايل السينمائي في مصر و شارك كعضو لجنة تحكيم في العديد من المهرجانات وأهمها: رئيس لجنة تحكيم مهرجان يوسف شاهين عام 2012، رئيس لجنة تحكيم مهرجان الإسكندرية للفيلم القصير في دورته الثانية 2016، عضو بلجان تحكيم مهرجان الأقصر للفيلم الأفريقي 2014  مهرجان طرابلس الدولي للسينما 2016.

## أعمال من إخراجه

### الأفلام
- 2006: آخر الدنيا
- 2007: كشف حساب
- 2008: ورقة شفرة
- 2012: عن يهود مصر
- 2014: عن يهود مصر: نهاية رحلة
- 2015: بتوقيت القاهرة
- 2016: خانة اليك
- 2020: حظر تجول
- 2023: أنف وثلاث عيون 2023

### المسلسلات
- 2011: صالون شهرزاد
- 2022: النزوة